# Eshnunna
Eshnunna, Ešnunna of Esjnoenna (heden: Tell Asmar) was een stad in het noordoosten van Soemerië, het oude Tweestromenland (Mesopotamië), gelegen tussen de Tigris en de bergen. In de Amoritische periode was haar hoofdgod Tishpak.

## Geschiedenis
Het was de hoofdstad van het vorstendom Warum, dat voor en tijdens de Oud-Babylonische heerschappij een bloeiperiode meemaakte. Nog veer ineenstorten van het rijk van Ur III verklaarde Eshnunna zich in 2026 v.Chr. onder koning Ilushu-ilia, zoon van Ituriya onafhankelijk. Hij was een tijdgenoot van de laatste Ur III-koning Ibbi-Sin maar hij noemde zich liever "zoon van Tishpak" of "geliefd door Tishpak" dan dat hij zich ensi van Ur noemde.  Zijn opvolgers breidden het territorium verder uit, waardoor ze de wegen tussen Elam, Hoog-Mesopotamië en Soemer beheerste. Het rijk van Isin dwarsboomde deze uitbreiding.
Eshnunna zou nadien veroverd worden door Hammurabi en aldus geïncorporeerd worden in het Oud-Babylonische Rijk. 
Het werd veroverd door Hammurabi, maar kwam later weer in opstand. In het jaar 30 van Hammurabi (~1765) viel Elam aan met hulp van Malkum, Gutium en Eshnuna. In het jaar 32 was het opnieuw Eshnuna, Subartu en Gutium. In zijn jaar 38 werd Eshnuna verslagen.

## Opgravingen
De stad werd in de jaren dertig van de twintigste eeuw opgegraven. Ze is ook bekend geworden voor haar codex die gevonden werd in een buitenpost van het koninkrijk, de stad Shuduppum (Tell Harmal even buiten het huidige Bagdad). Dit wetboek staat bekend als de codex van Eshnunna en stamt uit circa 1930 v.Chr.
De meeste tabletten die zijn opgegraven, worden in de Universiteit van Chicago bewaard en zijn nog altijd grotendeels ongepubliceerd.

## Koningen van Eshnunna
Gedurende vrijwel heel de tijd van Isin en Larsa waren er een aantal min of meer onafhankelijke vorsten die deel namen aan de strijd om de macht in Mesopotamië.:
- 2026 v.Chr.: Ilushu-ilia
- ca. 2004 v.Chr.: Nurakhum[2]
- ca. 1990 v.Chr.: Kirikiri (broer van Nurakhum?[2]
- 1980 v.Chr.: Bilalama (zoon van Kirkiri; gehuwd met Mê-kubi dochter Tan-Ruhuratir van Elam[2]
- 1860 v.Chr.: Ibal-pî-El I
- 1810 v.Chr.: Naram-Sin
- ca. 1790 v.Chr.: Ipiq-Adad II[2]
- 1780 v.Chr.: Dadusha
- 1770 v.Chr.: Ibal-pî-El II